# Mühlbach (Selb)
Mühlbach ist ein Gemeindeteil der Großen Kreisstadt Selb im Landkreis Wunsiedel im Fichtelgebirge (Oberfranken, Bayern) und eine Gemarkung.

## Lage
Das Dorf Mühlbach liegt im Tal der Selb etwa vier Kilometer nordöstlich des Zentrums der Großen Kreisstadt Selb. Im  Luftlinienabstand von etwa eineinhalb Kilometer liegen die Staatsstraße 2179 im Nordwesten und die Staatsgrenze zur Tschechischen Republik im Nordosten.
Auf der Gemarkung Mühlbach liegen die beiden Selber Gemeindeteile Mühlbach und Neuenbrand.

## Geschichte
Die Gemeinde Mühlbach im Landkreis Rehau kam 1972 bei dessen Auflösung zum Landkreis Wunsiedel. Sie bestand aus dem Dorf Mühlbach und dem Weiler Neuenbrand und wurde am 1. Januar 1978 nach Selb eingemeindet. Die Gemeindefläche betrug etwa 290 Hektar.